# Arginyl-ARNt synthétase
L'arginyl-ARNt synthétase, ou ArgRS, est une ligase qui catalyse la réaction :
ATP + L-arginine + ARNtArg  {\displaystyle \rightleftharpoons }  AMP + pyrophosphate + L-arginyl-ARNtArg.
Cette enzyme assure la fixation de l'arginine, l'un des 22 acides aminés protéinogènes, sur son ARN de transfert, noté ARNtArg, pour former l'aminoacyl-ARNt correspondant, ici l'arginyl-ARNtArg.
ArgRS ne possède pas d'activité de relecture permettant d'éviter l'incorporation d'acides aminés structurellement proches. Cependant, la protéine CtdA découverte chez Pseudomonas canavaninivorans est capable d'hydrolyser les ARNtArg incorrectement chargé de canavanine. 